# Arrondissement Thiers
Das Arrondissement Thiers ist ein Verwaltungsbezirk im Département Puy-de-Dôme in der französischen Region Auvergne-Rhône-Alpes. Hauptort (Unterpräfektur) ist Thiers.

## Geschichte
Am 4. März 1790 wurde mit der Gründung des Départements Puy-de-Dôme auch ein District de Thiers gegründet, der im Wesentlichen mit dem heutigen Arrondissement übereinstimmte. Aus dem Distrikt wurde mit der Gründung der Arrondissements am 17. Februar 1800 das Arrondissement Thiers.
Vom 10. September 1926 bis zum 1. Juni 1942 war das Arrondissement Ambert aufgelöst, das Gebiet gehörte in dieser Zeit zum Arrondissement Thiers.

## Geographie
Das Arrondissement grenzt im Norden an das Arrondissement Vichy im Département Allier, im Osten an die Arrondissements Roanne und Montbrison im Département Loire, im Süden an das Arrondissement Ambert und im Westen an die Arrondissements Issoire und Clermont-Ferrand.

## Verwaltung
Das Arrondissement untergliedert sich in vier Kantone:
- Lezoux
- Maringues (mit 7 von 20 Gemeinden)
- Les Monts du Livradois (mit 10 von 38 Gemeinden)
- Thiers

## Gemeinden
Die Gemeinden des Arrondissements Thiers sind:
| 1. Arconsat (63008)            | 2. Aubusson-d’Auvergne (63015)     | 3. Augerolles (63016)                | 4. Bort-l’Étang (63045)           |
| 5. Bulhon (63058)              | 6. Celles-sur-Durolle (63066)      | 7. Chabreloche (63072)               | 8. Charnat (63095)                |
| 9. Châteldon (63102)           | 10. Courpière (63125)              | 11. Crevant-Laveine (63128)          | 12. Culhat (63131)                |
| 13. Dorat (63138)              | 14. Escoutoux (63151)              | 15. Joze (63180)                     | 16. Lachaux (63184)               |
| 17. Lempty (63194)             | 18. Lezoux (63195)                 | 19. Moissat (63229)                  | 20. La Monnerie-le-Montel (63231) |
| 21. Néronde-sur-Dore (63249)   | 22. Noalhat (63253)                | 23. Olmet (63260)                    | 24. Orléat (63265)                |
| 25. Palladuc (63267)           | 26. Paslières (63271)              | 27. Peschadoires (63276)             | 28. Puy-Guillaume (63291)         |
| 29. Ravel (63296)              | 30. La Renaudie (63298)            | 31. Ris (63301)                      | 32. Saint-Flour (63343)           |
| 33. Saint-Jean-d’Heurs (63364) | 34. Saint-Rémy-sur-Durolle (63393) | 35. Saint-Victor-Montvianeix (63402) | 36. Sainte-Agathe (63310)         |
| 37. Sauviat (63414)            | 38. Sermentizon (63418)            | 39. Seychalles (63420)               | 40. Thiers (63430)                |
| 41. Vinzelles (63461)          | 42. Viscomtat (63463)              | 43. Vollore-Montagne (63468)         | 44. Vollore-Ville (63469)         |

## Neuordnung der Arrondissements 2017

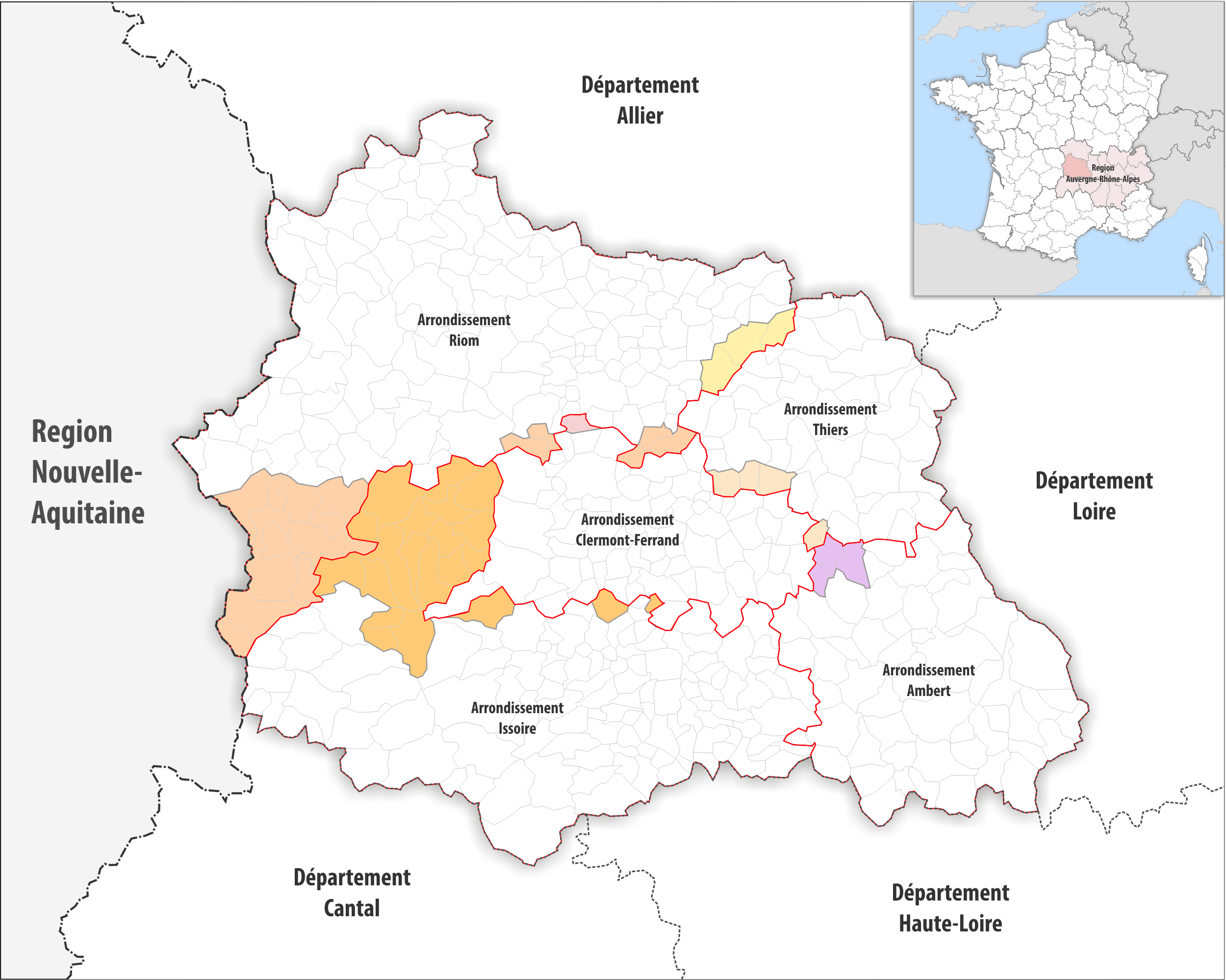
Arrondissementsanpassungen im Jahr 2017

Durch die Neuordnung der Arrondissements im Jahr 2017 wurden die drei Gemeinden Limons, Luzillat und Maringues aus dem Arrondissement Thiers dem Arrondissement Riom zugewiesen. Die vier Gemeinden Bort-l’Étang, Moissat, Ravel und Saint-Flour aus dem Arrondissement Clermont-Ferrand wurden dem Arrondissement Thiers zugewiesen.